# Jorma Valkama
Jorma Valkama (Finlandia, 4 de octubre de 1928-11 de diciembre de 1962) fue un atleta finlandés, especializado en la prueba de salto de longitud en la que llegó a ser medallista de bronce olímpico en 1956.

## Carrera deportiva
En los JJ. OO. de Melbourne 1956 ganó la medalla de bronce en el salto de longitud, con un salto de 7.48 metros, siendo superado por los estadounidenses Greg Bell (oro con 7.83 m) y John Bennett (plata con 7.68 metros).